# Puchar Niemiec w piłce siatkowej mężczyzn (2022/2023)

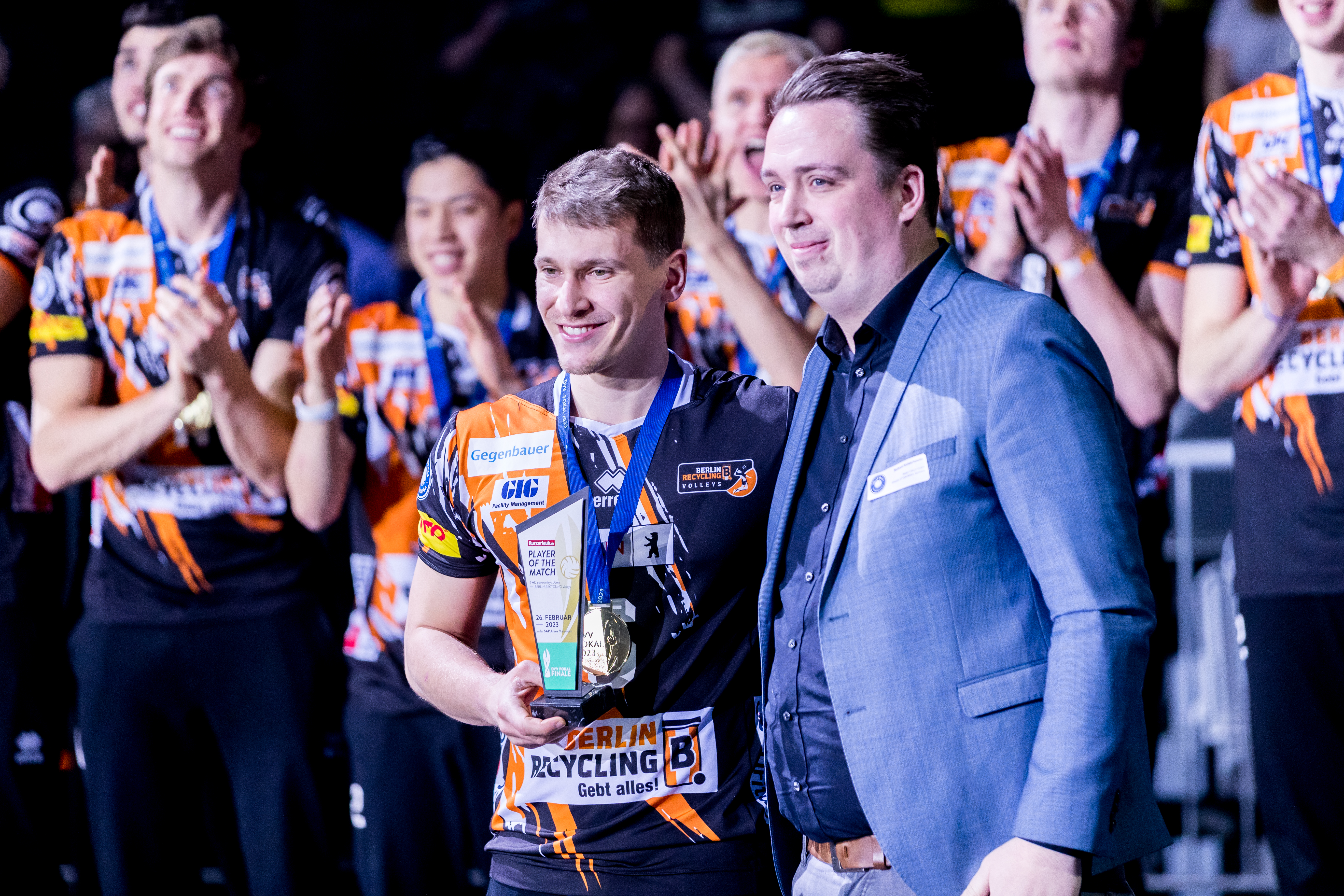
Johannes Tille MVP finału Pucharu Niemiec 2022/2023

Puchar Niemiec w piłce siatkowej mężczyzn 2022/2023 (oficjalnie DVV-Pokal der Männer 2022/2023) – 51. edycja rozgrywek o siatkarski Puchar Niemiec zorganizowana przez Niemiecki Związek Piłki Siatkowej (Deutscher Volleyball-Verband, DVV) oraz stowarzyszenie Volleyball-Bundesliga. Zainaugurowana została 5 listopada 2022 roku.
W Pucharze Niemiec uczestniczyły kluby grające w 1. Bundeslidze oraz zdobywcy pucharów regionalnych. Rozgrywki składały się z 1/8 finału, ćwierćfinałów, półfinałów oraz finału. We wszystkich rundach rywalizacja toczyła się w systemie pucharowym.
Finał odbył się 26 lutego 2023 roku w SAP Arena w Mannheimie. Po raz szósty Puchar Niemiec zdobył klub Berlin Recycling Volleys, który w finale pokonał SWD powervolleys Düren. MVP finału wybrany został Johannes Tille.

## System rozgrywek
W Pucharze Niemiec w sezonie 2022/2023 uczestniczyły wszystkie drużyny grające w 1. Bundeslidze (z wyjątkiem młodzieżowego klubu VCO Berlin) oraz ośmiu zwycięzców pucharów regionalnych. Rozgrywki składały się z 1/8 finału, ćwierćfinałów, półfinałów i finału. We wszystkich rundach rywalizacja toczyła się w systemie pucharowym, a o awansie decydowało jedno spotkanie. Przed każdą rundą odbywało się losowanie wyłaniające pary meczowe. W 1/8 finału do drużyn grających w 1. Bundeslidze dolosowywani byli zdobywcy pucharów regionalnych.

## Drużyny uczestniczące
| 1. Bundesliga (9 drużyn)               | 1. Bundesliga (9 drużyn) |
| -------------------------------------- | ------------------------ |
| Berlin Recycling Volleys               | zwycięstwo               |
| Energiequelle Netzhoppers KW-Bestensee | ćwierćfinał              |
| Helios Grizzlys Giesen                 | półfinał                 |
| SVG Lüneburg                           | ćwierćfinał              |
| SWD powervolleys Düren                 | finał                    |
| TSV Haching München                    | 1/8 finału               |
| VfB Friedrichshafen                    | półfinał                 |
| WWK Volleys Herrsching                 | ćwierćfinał              |

| 2. Bundesliga (8 drużyn)          | 2. Bundesliga (8 drużyn)    | 2. Bundesliga (8 drużyn) |
| --------------------------------- | --------------------------- | ------------------------ |
| Zdobywca Pucharu Regionu Süd      | Baden Volleys SSC Karlsruhe | 1/8 finału               |
| Zdobywca Pucharu Regionu Ost      | Blue Volleys Gotha          | 1/8 finału               |
| Zdobywca Pucharu Regionu West     | TuS Mondorf                 | 1/8 finału               |
| Zdobywca Pucharu Regionu Nordost  | VC Bitterfeld-Wolfen        | 1/8 finału               |
| Zdobywca Pucharu Regionu Nord     | PSV Neustrelitz             | 1/8 finału               |
| Zdobywca Pucharu Regionu Südost   | SV Schwaig                  | ćwierćfinał              |
| Zdobywca Pucharu Regionu Südwest  | TuS Kriftel                 | 1/8 finału               |
| Zdobywca Pucharu Regionu Nordwest | FC Schüttorf 09             | 1/8 finału               |

## Rozgrywki

### 1/8 finału
| 05.11.2022 19:00 (UTC+1) | TuS Mondorf | 1:3 (16:25, 25:23, 20:25, 22:25) | SWD powervolleys Düren | Hardtberghalle, Bonn Widzów: 978 Sędziowie: Gregor Bösenberg i Thomas Kirn |

| 05.11.2022 19:00 (UTC+1) | PSV Neustrelitz | 0:3 (14:25, 22:25, 23:25) | Energiequelle Netzhoppers KW-Bestensee | Sporthalle des BPOLAFZ Neustrelitz, Neustrelitz Widzów: 450 Sędziowie: Stefan Gierke i Janita Richter |

| 06.11.2022 16:00 (UTC+1) | FC Schüttorf 09 | 0:3 (13:25, 26:28, 12:25) | Helios Grizzlys Giesen | Vechtehalle, Schüttorf Widzów: 465 Sędziowie: Max Schmitz-Porten i Timo Schaper |

| 05.11.2022 19:00 (UTC+1) | VC Bitterfeld-Wolfen | 0:3 (18:25, 16:25, 19:25) | SVG Lüneburg | Bernsteinhalle, Friedersdorf (Muldestausee) Widzów: 120 Sędziowie: Henning Schaum i Alexander Dames |

| 05.11.2022 20:00 (UTC+1) | TuS Kriftel | 0:3 (17:25, 23:25, 25:27) | WWK Volleys Herrsching | Turnhalle der Weingartenschule, Kriftel Widzów: 250 Sędziowie: Enrico Immig i Iliya Matev |

| 05.11.2022 19:30 (UTC+1) | SV Schwaig | 3:1 (21:25, 25:23, 25:20, 29:27) | TSV Haching München | Hans-Simon-Halle, Schwaig bei Nürnberg Widzów: 635 Sędziowie: Andre Müller-Beck i Oana Forțu |

| 05.11.2022 19:00 (UTC+1) | Blue Volleys Gotha | 0:3 (14:25, 19:25, 18:25) | Berlin Recycling Volleys | Goldberghalle, Ohrdruf Widzów: 900 Sędziowie: Ines Zeidler-Rentzsch i Nicole Zimmermann |

| 05.11.2022 19:00 (UTC+1) | Baden Volleys SSC Karlsruhe | 0:3 (18:25, 20:25, 24:26) | VfB Friedrichshafen | Lina-Radke-Halle, Karlsruhe Widzów: 1100 Sędziowie: Selina Hafner i Benedikt Geukes |

### Ćwierćfinały
| 24.11.2022 19:30 (UTC+1) | Berlin Recycling Volleys | 3:2 (25:22, 22:25, 22:25, 25:23, 27:25) | SVG Lüneburg | Max-Schmeling-Halle, Berlin Widzów: 4187 Sędziowie: Axel Borchwaldt i Erik Lachmann |

| 23.11.2022 19:30 (UTC+1) | SV Schwaig | 1:3 (19:25, 17:25, 29:27, 16:25) | SWD powervolleys Düren | Hans-Simon-Halle, Schwaig bei Nürnberg Widzów: 680 Sędziowie: Stefan Knebel i Vesselin Stanev |

| 23.11.2022 20:00 (UTC+1) | WWK Volleys Herrsching | 1:3 (19:25, 20:25, 25:22, 23:25) | VfB Friedrichshafen | Audi Dome, Monachium Widzów: 1400 Sędziowie: Erik Scheu i Joachim Mattner |

| 23.11.2022 19:00 (UTC+1) | Helios Grizzlys Giesen | 3:1 (16:25, 25:22, 25:17, 25:22) | Energiequelle Netzhoppers KW-Bestensee | Volksbank-Arena, Hildesheim Widzów: 750 Sędziowie: Stefan Preyß i Henning Schaum |

### Półfinały
| 21.12.2022 19:00 (UTC+1) | Helios Grizzlys Giesen | 1:3 (25:21, 20:25, 21:25, 15:25) | Berlin Recycling Volleys | Volksbank-Arena, Hildesheim Widzów: 2725 Sędziowie: Lars Wuhnow i Tobias Markfeld |

| 21.12.2022 19:15 (UTC+1) | SWD powervolleys Düren | 3:0 (25:19, 25:22, 25:22) | VfB Friedrichshafen | Arena Kreis, Düren Widzów: 1000 Sędziowie: Nils Weickert i Enrico Immig |

### Finał
| 26.02.2023 14:00 (UTC+1) | SWD powervolleys Düren | 1:3 (25:22, 17:25, 15:25, 18:25) | Berlin Recycling Volleys | SAP Arena, Mannheim Widzów: 9175 Sędziowie: Benedikt Geukes i Enrico Immig |

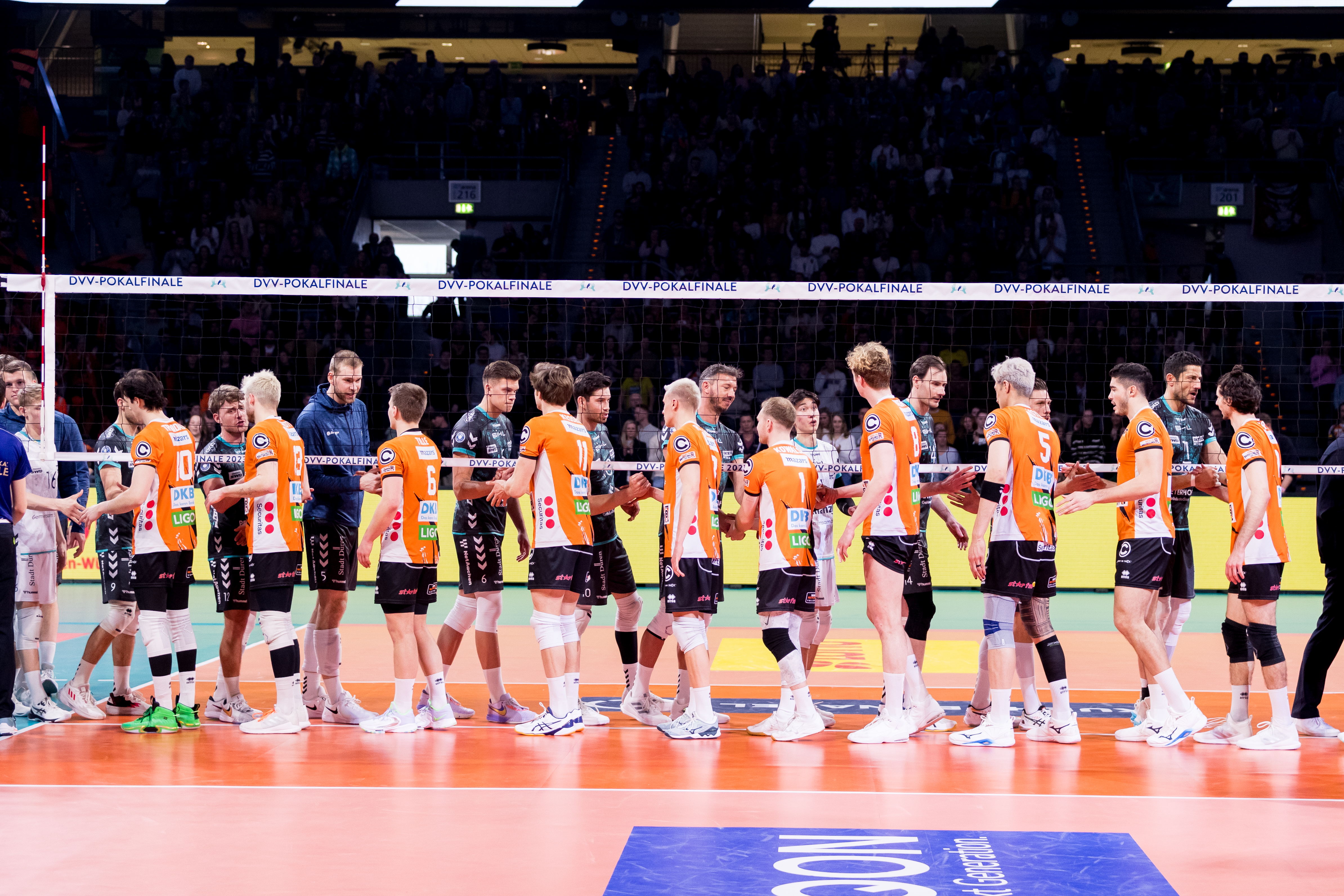
Mecz finałowy Pucharu Niemiec 2022/2023 pomiędzy klubami SWD powervolleys Düren i Berlin Recycling Volleys